# Impatiens ruthiae
Impatiens ruthiae är en balsaminväxtart som beskrevs av Piyakaset Suksathan och Triboun. Impatiens ruthiae ingår i släktet balsaminer, och familjen balsaminväxter. Inga underarter finns listade i Catalogue of Life.